# Tipula (Platytipula) saragaminensis
Tipula (Platytipula) saragaminensis is een tweevleugelige uit de familie langpootmuggen (Tipulidae). De soort komt voor in het Palearctisch gebied.